# كريستيان باربييه
كريستيان باربييه (بالفرنسية: Christian Barbier)‏
```
(و. 
1924
 – 
2009
 
م
)
[
2
]
 هو 
ممثل
، من 
فرنسا
، ولد في 
كورسيل، بلجيكا
، توفي عن عمر يناهز 85 عاماً.
[
3
]
```

## وصلات خارجية
- كريستيان باربييه على موقع IMDb (الإنجليزية)
- كريستيان باربييه على موقع ألو سيني (الفرنسية)
- كريستيان باربييه على موقع أول موفي (الإنجليزية)
- كريستيان باربييه على موقع قاعدة بيانات الأفلام السويدية (السويدية)
- كريستيان باربييه على موقع قاعدة بيانات الفيلم (الإنجليزية)
- كريستيان باربييه على موقع كينوبويسك (الروسية)